# Kanton Ballon
Kanton Ballon is een voormalig kanton van het Franse departement Sarthe. Kanton Ballon maakte deel uit van het arrondissement Le Mans en telde 11.753 inwoners (1999). Het werd opgeheven bij decreet van 24 februari 2014 met uitwerking op 22 maart 2015. Alle gemeenten werden toegevoegd aan het kanton Bonnétable.

## Gemeenten
Het kanton Ballon omvatte de volgende gemeenten:
- Ballon (hoofdplaats)
- Beaufay
- Courcebœufs
- Courcemont
- Joué-l'Abbé
- La Guierche
- Montbizot
- Sainte-Jamme-sur-Sarthe
- Saint-Jean-d'Assé
- Saint-Mars-sous-Ballon
- Souillé
- Souligné-sous-Ballon
- Teillé